# Betrieb der sozialistischen Arbeit

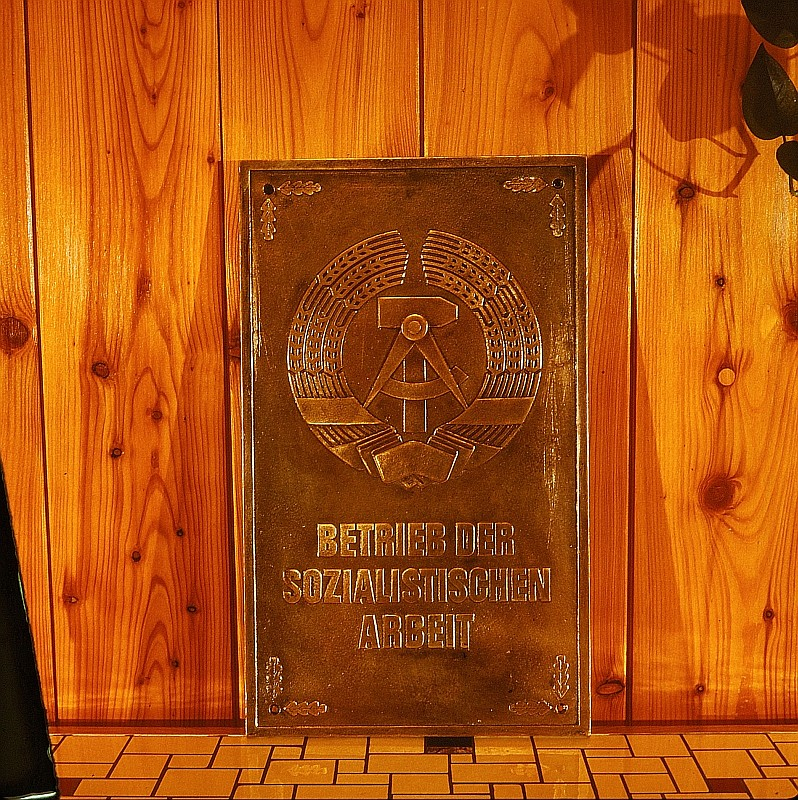
Bronzeplatte des Betriebs der sozialistischen Arbeit

Betrieb der sozialistischen Arbeit war eine staatliche Auszeichnung  der Deutschen Demokratischen Republik (DDR) für Betriebe, welche in Form eines Ehrentitels samt Plakette verliehen wurde. 

## Beschreibung
Gestiftet am 6. März 1969, konnte dieser Titel jährlich 15-mal verliehen werden an:
- Betriebe und Handel,
- Kombinate der Industrie,
- Kombinate des Verkehrs- und Nachrichtenwesen,
- Kombinate der Land- und Nahrungsgüterwirtschaft sowie
- Einrichtungen des Gesundheitswesens (Polikliniken usw.) und
- Produktions- und Kooperationsgesellschaften.

Voraussetzung für die Verleihung war, dass der Betrieb hervorragende Leistungen vollbracht und sich durch eine stetige und vor allem stabile Betriebsentwicklung ausgezeichnet hatte. Mit der Verleihung der Auszeichnung, die die Form einer bronzenen Plakette hatte und am Hauptwerktor zu befestigen war, erhielt jeder Angestellte des Betriebs eine Prämie (meist in Geldform). 
Als ausgezeichnetes Werk sei hier beispielsweise das Automobilwerk Eisenach zu nennen.

## Plakette zum Ehrentitel
Die Bronzeplakette hatte die Maße von 295 × 490 mm und zeigte in jeder der vier Ecke ein jeweils senkrecht wie waagerechtes Eichenblatt. Im oberen Teil war das Staatswappen der DDR erhaben geprägt sowie die dreizeilige Unterschrift: BETRIEB DER / SOZIALISTISCHEN / ARBEIT.